# Bartosz Grzelak
Bartosz Piotr Grzelak (Stettino, 2 novembre 1978) è un allenatore di calcio ed ex calciatore svedese di origine polacca, di ruolo difensore o centrocampista.

## Biografia
È nato in Polonia, ma all'età di quattro anni si è trasferito insieme alla sua famiglia a Solna, in Svezia.

## Carriera

### Giocatore
Ha mosso i primi passi nelle giovanili del Vasalund, rimanendovi fino ai 13 anni di età quando è passato al Brommapojkarna, con cui ha fatto parte anche della prima squadra.
Nel 1996 il diciassettenne Grzelak è approdato nel vivaio dell'AIK anche tramite Rikard Norling, ex tecnico delle giovanili del Brommapojkarna che era appena arrivato all'AIK. In maglia nerogialla Grzelak ha svolto due anni di settore giovanile, ma il 26 ottobre 1997 ha avuto modo di collezionare la sua unica presenza in Allsvenskan, subentrando a Johan Mjällby negli ultimi istanti della sfida pareggiata per 0-0 sul campo del Malmö FF.
Nel 1998 è sceso in Division 2 – la terza serie dell'epoca – per militare nel Vallentuna BK, squadra in cui è rimasto per sette anni fino al campionato 2004, quando il club ha chiuso la stagione con una retrocessione in Division 3.
Nel biennio compreso fra il 2005 e il 2006 ha giocato nella 2. divisjon norvegese, terza serie nazionale, con il Nybergsund IL-Trysil.
Grzelak ha poi iniziato la stagione 2007 nella quarta serie svedese all'IK Frej, ma nel mercato estivo è salito di una categoria unendosi nel giugno 2007 al Valsta Syrianska, altra squadra con sede nella zona nord della contea di Stoccolma. Nel 2008 è ritornato a giocare al Frej, con cui al termine del campionato 2010 ha centrato una promozione in Division 1. Il suo ultimo anno da giocatore è stato il 2011.

### Allenatore
La sua carriera di allenatore è iniziata all'IK Frej: a partire dal 2009, quando era ancora in attività come calciatore, ha iniziato a ricoprire il duplice ruolo di giocatore e allo stesso tempo quello di assistente allenatore.
In vista della stagione 2012, dopo essersi ritirato dal calcio giocato, la dirigenza del Frej lo ha promosso a capo allenatore. In aggiunta a questo ruolo, dal 2013 ha assunto anche l'incarico di direttore sportivo. Nel campionato di Division 1 2014 ha condotto la squadra alla prima promozione in Superettan della sua storia, grazie al 2º posto in classifica e al seguente successo nel doppio spareggio contro l'Öster. Sotto la sua guida, il Frej ha ottenuto la salvezza sia nella Superettan 2015 che nella Superettan 2016.
Grzelak ha iniziato al Frej anche la stagione 2017, ma nel mese di giugno è diventato il nuovo vice di Rikard Norling all'AIK. L'anno seguente la squadra ha vinto l'Allsvenskan 2018, conquistando dunque il titolo nazionale.
Nel dicembre del 2018 ha accettato l'offerta da parte della Federcalcio svedese di intraprendere l'incarico di vice di Roland Nilsson alla guida della Nazionale svedese Under-21.
Il 31 luglio 2020 è tornato ufficialmente all'AIK, questa volta per ricoprire il ruolo di capo allenatore al posto di Rikard Norling che era stato esonerato pochi giorni prima. L'AIK, che al momento dell'arrivo di Grzelak occupava il 12º posto in classifica dopo undici giornate, ha terminato l'Allsvenskan 2020 in 9ª posizione. Nel corso del campionato seguente, i risultati ottenuti dalla sua squadra nell'agosto 2021 (cinque vittorie su cinque partite, inclusa una vittoria esterna per 4-1 nel derby sul campo della capolista Djurgården) hanno portato temporaneamente l'AIK in cima alla classifica a tredici giornate dalla fine, e allo stesso tempo Grzelak ad essere votato come miglior allenatore di quel mese. Nonostante a inizio stagione avesse prolungato il suo contratto fino al dicembre 2024, il 19 agosto 2022 Grzelak è stato esonerato dalla dirigenza, in virtù di un trend negativo che vedeva la squadra temporaneamente quinta in campionato e sconfitta per 3-0 nello spareggio di andata di Europa Conference League contro lo Slovácko.
Il 15 marzo 2023 è stato presentato come nuovo allenatore degli ungheresi del MOL Fehérvár con un contratto fino al 30 giugno 2025. Al momento del suo arrivo, la squadra occupava il penultimo posto in classifica dopo 23 giornate.

## Palmarès

### Club

#### Competizioni nazionali
- Coppa di Svezia: 1

AIK: 1996-1997